# Elaphoglossoideae
Elaphoglossoideae, potporodica papratki, dio porodice Dryopteridaceae. Rod bi trebao biti uključen u Bolbitis, Fraser-Jenkins (2018.)
Pripada mu 11 rodova.

## Rodovi
1. Bolbitis Schott (67 spp.)
2. Lomagramma J. Sm. (18 spp.)
3. Arthrobotrya J. Sm. (3 spp.)
4. Teratophyllum Mett. ex Kuhn (10 spp.)
5. Mickelia R. C. Moran, Labiak & Sundue (10 spp.)
6. Elaphoglossum Schott ex J. Sm. (755 spp.)
7. Pleocnemia C. Presl (20 spp.)
8. Rumohra Raddi (10 spp.)
9. Megalastrum Holttum (99 spp.)
10. Lastreopsis Ching (21 spp.)
11. Parapolystichum Keyserl. (30 spp.)